# Jack Capuano
Jack C. Capuano Jr. (ur. 7 lipca 1966 w Cranston) – amerykański hokeista grający na pozycji obrońcy, trener.

## Kariera
John Capuano karierę sportową rozpoczął w 1983 roku w szkolnej drużynie Kent School w Kent w stanie Connecticut. 9 czerwca 1984 roku został wybrany przez władze klubu ligi NHL, Toronto Maple Leafs, w 5 rundzie draftu NHL z numerem 88. W latach 1985–1988 występował w uniwersyteckiej drużynie Uniwersytetu Maine w Orono w stanie Maine, Maine Black Bears, której zawodnikami byli również przyszli zawodnicy klubów ligi NHL: Bob Beers oraz Eric Weinrich oraz przyszły menedżer generalny Toronto Maple Leafs, Dave Nonis oraz odnosił największe sukcesy w karierze sportowej: wybrany do Drużyny Gwiazd Hockey East w 1987/1988, wybrany do Drużyny Dublerów Hockey East w 1986/1987, wybrany do Drużyny Gwiazd All-American AHCA w sezonie 1987/1988, wybrany do Drużyny Dublerów IHL w sezonie 1990/1991, wybrany do 
Drużyny Gwiazd Turniejów Hockey East 1988, a także z 32 zdobytymi golami jest najskuteczniejszym obrońcą drużyny Czarnych Niedźwiedzi w historii.
Następnie przeszedł na zawodostwo, podpisując kontrakt z Toronto Maple Leafs, jednak z powodu zbyt silnej konkurencji w klubie, w latach 1988–1989 grał w klubie fifialnym klubu, występującym w lidze AHL Newmarket Saints. 11 października 1989 zadebiutował w lidze NHL w przegranym 7:1 meczu wyjazdowym z Buffalo Sabres, jednak po powrocie Toma Kurversa z New Jersey Devils odszedł z klubu i grał w Springfield Indians (1989) oraz w występującym w lidze IHL Milwaukee Admirals (1989–1990).
Wkrótce podpisał kontrakt z New York Islanders, jednak po rozegraniu 17 meczów przedsezonowych, przeszedł co Vancouver Canucks, w którym rozegrał zaledwie 3 mecze, w związku z czym wrócił do Milwaukee Admirals, w którym w sezonie 1990/1991 rozegrał najlepszy sezon w swojej zawodowej karierze: w fazie zasadniczej, w 80 meczach zdobył 50 punktów (20 goli, 30 asyst) oraz spędził 76 minut na ławce kar, natomiast w fazie play-off rozegrał 6 meczów, w których zdobył 1 punkt (1 asysta) oraz spędził 2 minuty na ławce kar, dzięki czemu został wybrany do drugiej drużyny gwiazd IHL.
W sezonie 1991/1992 reprezentował barwy klubów: Maine Mariners (AHL) oraz Boston Bruins (NHL), po czym zakończył karierę sportową.
Łącznie w lidze HS-Prep, w fazie zasadniczej rozegrał 25 meczów, w których zdobył 18 punktów (10 goli, 8 asyst) oraz spędził 20 minut na ławce kar, w lidze Hockey East, w fazie zasadniczej rozegrał 124 mecze, w których zdobył 121 punktów (32 gole, 89 asyst) oraz spędził 158 minut na ławce kar, w lidze AHL, w fazie zasadniczej rozegrał 170 meczów, w których zdobył 67 punktów (19 goli, 48 asyst) oraz spędził 102 minuty na ławce kar, natomiast w fazie play-off rozegrał 1 mecz, w lidze IHL, w fazie zasadniczej rozegrał 97 meczów, w których zdobył 63 punkty (23 gole, 40 asyst) oraz spędził 136 minut na ławce kar, natomiast w fazie play-off rozegrał 12 meczów, w których zdobył 2 punkty (2 asysty) oraz spędził 14 minut na ławce kar, w lidze NHL, w fazie zasadniczej rozegrał 6 meczów.

## Kariera trenerska
Jack Capuano po zakończeniu kariery sportowej rozpoczął karierę trenerską. W sezonie 1995/1996 był asystentem trenera Terry’ego Christensena w występującym w lidze ECHL Tallahassee Tiger Sharks. W sezonie 1996/1997 był przez krótki czas trenerem występującego w tej samej lidze Knoxville Cherokees, potem w trakcie sezonu 1996/1997 zastąpił Barry’ego E. Smitha na stanowisku trenera Pee Dee Pride, na którym był dwukrotnie: do końca sezonu 1998/1999 oraz w sezonie 2000/2001. Był także dwukrotnie w sezonie 1999/2000 oraz w latach 2001–2005 menedżerem generalnym klubu. W sezonie 2005/2006 był asystentem trenerów: najpierw Steve’a Stirlinga (2005–2006), potem Brada Shawa (2006) w występującym lidze NHL New York Islanders oraz był trenerem reprezentacji Stanów Zjednoczonych U-18 podczas mistrzostw świata U-18 2006 Elity w Szwecji, na których drużyna Jankesów triumfowała po wygranej 22 kwietnia 2006 roku w finale 3:1 z reprezentacją Finlandii U-18, rozegranym na Ängelholms Ishall w Ängelholm. W sezonie 2006/2007 był asystentem trenera Dana Marshalla w występującym w lidze AHL klubie filialnym drużyny Wyspiarzy, Bridgeport Sound Tigers, a po jego odejściu zastąpił go na tym stanowisku, na którym do 2010 roku.
15 listopada 2010 roku po zwolnieniu przez menedżera generalnego New York Islanders, Gartha Snowa trenera drużyny Wyspiarzy, Scotta Gordona, został tymczasowym trenerem, a 12 kwietnia 2011 roku został ogłoszony nowym trenerem klubu, z którym w sezonie 2012/2013 po raz pierwszy od sezonu 2006/2007 awansował do fazy play-off, w której dotarli do ćwierćfinału Konferencji Wschodniej, w której przegrali rywalizację 2:4 z Pittsburgh Penguins, odpadając tym samym z rywalizacji. 27 kwietnia 2016 roku, podczas wygranego 5:3 pierwszego meczu domowego w ramach ćwierćfinału Konferencji Wschodniej z Tampa Bay Lightning (przegrana rywalizacja 1:4), został trafiony krążkiem.
W sezonie 2016/2017 był asystentem trenerów reprezentacji Stanów Zjednoczonych: Johna Tortorelli podczas Pucharu Świata 2016 w Toronto oraz Jeffa Blashilla podczas mistrzostw świata 2017 Elity we Francji i w Niemczech. 17 stycznia 2017 roku został zwolniony z funkcji trenera New York Islanders oraz został zastąpiony przez Douga Weighta.
W latach 2017–2019 był asystentem trenera Boba Boughnera w Florida Panthers, natomiast 6 czerwca 2019 roku został asystentem trenera D.J. Smitha w Ottawa Senators.
W 2021 roku był trenerem reprezentacji Stanów Zjednoczonych na mistrzostwa świata 2021 Elity na Łotwie, na których drużyna Jankesów zajęła 3. miejsce po wygranej 6:1 z reprezentacją Niemiec 6 czerwca 2021 roku na Arēna Rīga w Rydze.

## Statystyki

### Klubowe
| 1983/1984         | Kent School         | HS-Prep           | 25  | 10 | 8  | 18  | 20  | –  | – | – | – | —  |
| 1985/1986         | Maine Black Bears   | HE                | 39  | 9  | 18 | 27  | 51  | –  | – | – | – | —  |
| 1986/1987         | Maine Black Bears   | HE                | 42  | 10 | 34 | 44  | 20  | –  | – | – | – | —  |
| 1987/1988         | Maine Black Bears   | HE                | 43  | 13 | 37 | 50  | 87  | –  | – | – | – | —  |
| 1988/1989         | Newmarket Saints    | AHL               | 74  | 5  | 16 | 21  | 52  | 1  | 0 | 0 | 0 | 0  |
| 1989/1990         | Newmarket Saints    | AHL               | 8   | 0  | 2  | 2   | 7   | –  | – | – | – | —  |
| 1989/1990         | Toronto Maple Leafs | NHL               | 1   | 0  | 0  | 0   | 0   | –  | – | – | – | —  |
| 1989/1990         | Springfield Indians | AHL               | 14  | 0  | 4  | 4   | 8   | –  | – | – | – | —  |
| 1989/1990         | Milwaukee Admirals  | IHL               | 17  | 3  | 10 | 13  | 60  | 6  | 0 | 1 | 1 | 12 |
| 1990/1991         | Vancouver Canucks   | NHL               | 3   | 0  | 0  | 0   | 0   | –  | – | – | – | —  |
| 1990/1991         | Milwaukee Admirals  | IHL               | 80  | 20 | 30 | 50  | 76  | 6  | 0 | 1 | 1 | 2  |
| 1991/1992         | Maine Mariners      | AHL               | 74  | 14 | 26 | 40  | 35  | –  | – | – | – | —  |
| 1991/1992         | Boston Bruins       | NHL               | 2   | 0  | 0  | 0   | 0   | –  | – | – | – | —  |
| Łącznie w HS-Prep | Łącznie w HS-Prep   | Łącznie w HS-Prep | 25  | 10 | 8  | 18  | 20  | –  | – | – | – | —  |
| Łącznie w HE      | Łącznie w HE        | Łącznie w HE      | 124 | 32 | 89 | 121 | 158 | –  | – | – | – | —  |
| Łącznie w AHL     | Łącznie w AHL       | Łącznie w AHL     | 170 | 19 | 48 | 67  | 102 | 1  | 0 | 0 | 0 | 0  |
| Łącznie w IHL     | Łącznie w IHL       | Łącznie w IHL     | 97  | 23 | 40 | 63  | 136 | 12 | 0 | 2 | 2 | 14 |
| Łącznie w NHL     | Łącznie w NHL       | Łącznie w NHL     | 6   | 0  | 0  | 0   | 0   | –  | – | – | – | —  |

### Trenerskie
| Sezon          | Klub                    | Liga           | Faza zasadnicza | Faza zasadnicza | Faza zasadnicza | Faza zasadnicza | Faza zasadnicza | Faza zasadnicza | Faza zasadnicza | Faza zasadnicza                          | Faza play-off          | Faza play-off          | Faza play-off          | Faza play-off          | Faza play-off                                               |
| Sezon          | Klub                    | Liga           | M               | Z               | R               | P               | PPD             | PPK             | Pkt             | Miejsce                                  | M                      | Z                      | P                      | Z%                     | Wynik                                                       |
| -------------- | ----------------------- | -------------- | --------------- | --------------- | --------------- | --------------- | --------------- | --------------- | --------------- | ---------------------------------------- | ---------------------- | ---------------------- | ---------------------- | ---------------------- | ----------------------------------------------------------- |
| 1996/1997      | Knoxville Cherokees     | ECHL           | 16              | 7               | 1               | 8               | –               | –               | 15              | 7. miejsce, Dywizja Wschodnia            | Nie zakwalifikował się | Nie zakwalifikował się | Nie zakwalifikował się | Nie zakwalifikował się | Nie zakwalifikował się                                      |
| 1997/1998      | Pee Dee Pride           | ECHL           | 70              | 34              | 11              | 25              | –               | –               | 79              | 3. miejsce, Dywizja Południowo-wschodnia | 8                      | 3                      | 5                      | 37.5                   | Ćwierćfinał (przegrana z Louisiana IceGators)               |
| 1998/1999      | Pee Dee Pride           | ECHL           | 70              | 51              | 4               | 15              | –               | –               | 106             | 1. miejsce, Dywizja Południowo-wschodnia | 13                     | 7                      | 6                      | 53.85                  | Finał Konferencji (przegrana z Mississippi Sea Wolves)      |
| 2000/2001      | Pee Dee Pride           | ECHL           | 15              | 9               | 1               | 5               | –               | –               | 19              | 3. miejsce, Dywizja Południowo-wschodnia | 10                     | 5                      | 5                      | 50                     | Półfinał Konferencji (przegrana z Louisiana IceGators)      |
| 2007/2008      | Bridgeport Sound Tigers | AHL            | 80              | 40              | –               | 36              | 1               | 3               | 84              | 5. miejsce, Dywizja Wschodnia            | Nie zakwalifikował się | Nie zakwalifikował się | Nie zakwalifikował się | Nie zakwalifikował się | Nie zakwalifikował się                                      |
| 2008/2009      | Bridgeport Sound Tigers | AHL            | 80              | 49              | –               | 23              | 3               | 5               | 106             | 2. miejsce, Dywizja Wschodnia            | 5                      | 1                      | 4                      | 20                     | Pierwsza runda (przegrana z Wilkes-Barre/Scranton Penguins) |
| 2009/2010      | Bridgeport Sound Tigers | AHL            | 80              | 38              | –               | 32              | 4               | 6               | 86              | 5. miejsce, Dywizja Atlantycka           | 5                      | 1                      | 4                      | 20                     | Pierwsza runda (przegrana z Hershey Bears)                  |
| 2010/2011      | Bridgeport Sound Tigers | AHL            | 15              | 6               | –               | 9               | 0               | 0               | (12)            | (Zwolniony)                              | —                      | —                      | —                      | —                      | —                                                           |
| 2010/2011      | New York Islanders      | NHL            | 65              | 26              | –               | 29              | 10              | –               | (73)            | 5. miejsce, Dywizja Atlantycka           | Nie zakwalifikował się | Nie zakwalifikował się | Nie zakwalifikował się | Nie zakwalifikował się | Nie zakwalifikował się                                      |
| 2011/2012      | New York Islanders      | NHL            | 82              | 34              | –               | 37              | 11              | –               | 79              | 5. miejsce, Dywizja Atlantycka           | Nie zakwalifikował się | Nie zakwalifikował się | Nie zakwalifikował się | Nie zakwalifikował się | Nie zakwalifikował się                                      |
| 2012/2013      | New York Islanders      | NHL            | 48              | 24              | –               | 17              | 7               | –               | 55              | 3. miejsce, Dywizja Atlantycka           | 6                      | 2                      | 4                      | 33.33                  | Ćwierćfinał Konferencji (przegrana z Pittsburgh Penguins)   |
| 2013/2014      | New York Islanders      | NHL            | 82              | 34              | –               | 37              | 11              | –               | 79              | 8. miejsce, Dywizja Metropolitarna       | Nie zakwalifikował się | Nie zakwalifikował się | Nie zakwalifikował się | Nie zakwalifikował się | Nie zakwalifikował się                                      |
| 2014/2015      | New York Islanders      | NHL            | 82              | 47              | –               | 28              | 7               | –               | 101             | 3. miejsce, Dywizja Metropolitarna       | 7                      | 3                      | 4                      | 42.86                  | Pierwsza runda (przegrana z Washington Capitals)            |
| 2015/2016      | New York Islanders      | NHL            | 82              | 45              | –               | 27              | 10              | –               | 100             | 4. miejsce, Dywizja Metropolitarna       | 11                     | 5                      | 6                      | 45.45                  | Druga runda (przegrana z Tampa Bay Lightning)               |
| 2016/2017      | New York Islanders      | NHL            | 42              | 17              | –               | 17              | 8               | –               | (42)            | (Zwolniony)                              | —                      | —                      | —                      | —                      | —                                                           |
| Łącznie w ECHL | Łącznie w ECHL          | Łącznie w ECHL | 171             | 101             | 17              | 53              | –               | –               | 219             |                                          | 31                     | 15                     | 16                     | 48.39                  |                                                             |
| Łącznie w AHL  | Łącznie w AHL           | Łącznie w AHL  | 255             | 133             | –               | 100             | 8               | 14              | 288             |                                          | 10                     | 2                      | 8                      | 20                     |                                                             |
| Łącznie w NHL  | Łącznie w NHL           | Łącznie w NHL  | 483             | 227             | –               | 192             | 64              | –               | 529             |                                          | 24                     | 10                     | 14                     | 41.67                  |                                                             |

## Sukcesy

### Trenerskie
Reprezentacja Stanów Zjednoczonych U-18
- Mistrzostwo świata U-18: 2006

Reprezentacja Stanów Zjednoczonych
- 3. miejsce na mistrzostwach świata: 2021

### Indywidualne
- Drużyna Gwiazd Hockey East: 1987/1988
- Drużyna Dublerów Hockey East: 1986/1987
- Drużyna Gwiazd All-American AHCA: 1987/1988
- Druga drużyna gwiazd IHL: 1990/1991
- Drużyna Gwiazd Turniejów Hockey East: 1988
- Najskuteczniejszy obrońca w historii Maine Black Bears (32 gole)
- Trener drużyny Stanów Zjednoczonych/Reszty Świata w Meczu Gwiazd ECHL

## Życie prywatne
Brat Jacka Capuano, Dave (ur. 1968), bratanek Max (ur. 1991) oraz kuzyn Dan, również są hokeistami.